# 看板娘はさしおさえ
『看板娘はさしおさえ』（かんばんむすめはさしおさえ）は鈴城芹による漫画作品。芳文社『まんがタイムきららMAX』2004年12月号から2009年5月号にかけて連載された。単行本は全4巻。

## あらすじ
質屋『早潮質店』の人々を中心に日常を描く4コマストーリー漫画。
本編では季節は巡っても基本的にキャラクターは成長しない。最終回と単行本書き下ろしのエピローグでは時間を進めて多少の成長を見せた早潮家が登場する。

## 登場人物

### 早潮家の人々
早潮小絵（さしお さえ）
早潮家の一人娘で小学一年生。早潮質店の看板娘として日給50円で自主的に働いているのだが、自作した赤い地に白い文字で「さしおさえ」と書いた名札をつけている為、通りすがりの人や客からは「親の借金の差し押さえとして無理やり働かされている」と誤解されることが多かった。
幼児期からの祖母の英才教育により、経済観念が発達しており守銭奴。店主として頼りない匡臣を戒めることもしばしばだが、父としては尊敬している。
飾りっ気ない服で長いスカートという服装は祖母の影響。黄色の服は看板娘として目立つためで、たんすの中は黄色い服しか入っていない。
なお作者の別作品『ホームメイドヒーローズ』にも、主人公的存在である仙台麻凛の同級生として成長した姿で登場している。また、同じく別作品『くすりのマジョラム』では魔女になる素質を持っていた事が示唆されている。
十世（とよ）
早潮質店に差し押さえ品として持ち込まれた江戸時代の衣装行李（こうり）に憑いている幽霊。行李が置かれた店舗に商売繁盛のご利益を与える守り神の力がある。
対外的には小絵の姉ということになっており、賃金無料の店員として働いている。小絵とおそろいの「さしおとよ」という名札をつけるようになって以降は、小絵が「差し押さえ」だと誤解されることは無くなった。
生年は西暦1825年で、生前は米問屋のお嬢様だったが、10歳の時に家が火事になり、その際に衣装行李に逃げ込んで煙に巻かれて死亡した。なお、その時家族は無事だった。生前の名前は「豊」だったのだが、自分の名前の漢字を知らぬまま死んだため、「十歳で世を去った」事にちなんで「十世」と名乗るようになった。
行李に衣装を入れるとその衣装を着た姿になれるという特技（ただし、行李が服と認められないような衣装は入れても効果が無く、下着に近い衣装は服の下に着る形になるためビキニ姿等にもなれない）も身に付けており、よく桜子のおもちゃにされている。幽霊でありながら霊媒体質であり、店に持ち込まれた品に宿っていた他の霊に取り付かれてトラブルとなることが多い。守り神としての実力を身に付けるに従い自在に見た目の年齢を様々に変化出来るようになったが、20代位は結構な巨乳である事が判明している。盗品を売ろうとした窃盗犯の逆恨みで質店ごと行李を燃やされてしまったが守り神としての実力を身に付けつつあったので憑いている対象がある程度変更出来るようになっており、無事だった名札の方に憑いて難を逃れていた。
生前はからくり人形に興味を示していたせいか、巨大ロボットが好きでその手の番組のDVDやおもちゃに非常に興味を示し、同じ趣味を持つ早潮匡臣と話が合う様子。また早潮匡臣を異性として好意を持っているともとれる描写も。
作者の別作品『JC探偵でぃてくてぃ部!』にも質店の娘として存在に触れられている。
早潮桜子（さしお さくらこ）
小絵の母親。本業は電気機器メーカーのオフィス機器関係の営業係なのだが、普段から家で見掛けることが多い。しかしそれでも営業成績は三位。また、除霊ができたり巫女さんのアルバイト経験があったり、30歳なのに非常に若作りのためかメイドカフェでアルバイトしていたりと様々な謎と経歴を持つ人。なお、バイトをしている様子は作者の別作品『家族ゲーム』でも見ることができる。
十世にいろいろなコスプレをさせて楽しんでおり、その言動にはかなりオヤジくさいところがある。十世の行李が燃えてしまい泣き崩れ誰よりも悲しんだが、十世が無事だったと確認すると早速十世の特技の進化を試すなどお茶目。
早潮匡臣（さしお まさおみ）
小絵の父親にして早潮質店の店主。ただし、婿養子であり家内での立場は一番弱い。人が良すぎるため商売人としてはあまり向いていないが、様々な品物に対する鑑定眼には鋭いものがあり、贋物も的確に見分けることができる。
玩具コレクターかつ古民具マニアで、民具目当てで店に通うようになったのが桜子との馴れ初め。古民具を高値で買い取って小絵に叱られることもしばしばで、新しいロボット玩具を買ってきては十世と一緒に楽しんで桜子に呆れられたりしている。
早潮剛夫（さしお　たけお）
早潮質店の先代の店主で桜子の父親。さつきの攻撃にも耐え得る頑健な体を持つ唯一の人。
匡臣と同様、古民具に目が無く、それが原因でさつきから攻撃を受けることもある。
現在は早潮質店の経営から身を引き、さつきとともに田舎に引っ込んで暮らしている。
早潮さつき（さしお　さつき）
桜子の母親。攻撃力が高く、鍬一本で熊や猪に勝ったり素手で日本猿を追い払ったり蹴りの一撃で土佐犬を昏倒させたりできる。独身時代には早潮質店を襲った強盗を返り討ちにした実績もある。
現在は剛夫とともに田舎に引っ越して農業を営んでいる。

### その他の人々
東雲五十鈴（しののめ いすず）
小絵と同じ小学校の五年生。ティーン誌のモデルをしており、学校では有名人で人気もある。
母親（さくら）の誕生日のプレゼントを探していて早潮質店の店頭にあったアクセサリが気に入り、持っていたブランド物のバッグを質入れして購入したことから早潮質店の客となった。
早潮家以外で十世が幽霊であることを知っている唯一の人物。よく匡臣に鋭い突っ込みを入れる。
とみ
生前の十世の姉。他家に嫁ぎ子宝に恵まれ77歳で大往生を遂げてあの世に行ったが、火事で死んだ妹が成仏していないことを知り、嫁入り道具の箪笥を目印にして何度かこの世に妹を探しに来ていた。その箪笥が早潮質店に持ち込まれたことから、十世と170年ぶりの再会を果たした。
見掛けは22歳くらいを維持しているが、気を抜くと77歳の外見に戻ってしまう。
最初は十世をあの世に連れて行くつもりでいたが、十世が早潮家の守り神として、また家族の一員として暮らしていることを知って安心し、一人であの世に帰っていった。
なお、生前の家族構成は、父、母、兄、富（とみ）、豊（十世）だが、父母と兄は既に転生済みのためあの世にはいない。

## 書誌情報
1. 第1巻 ISBN 4-8322-7570-4
2. 第2巻 ISBN 978-4-8322-7617-8
3. 第3巻 ISBN 978-4-8322-7689-5
4. 第4巻 ISBN 978-4-8322-7798-4

その他に2010年夏のコミックマーケットにおいて本編の続編となる14ページの同人誌『看板娘はさしおさえAfterDays』が販売された。作者のホームページ「Dropwort Bell Castle」において全頁が閲覧可能。